# Liste der Kulturdenkmäler in Ludwigshafen-Oggersheim
In der Liste der Kulturdenkmäler in Ludwigshafen-Oggersheim sind alle Kulturdenkmäler des Stadtteils Oggersheim der rheinland-pfälzischen Stadt Ludwigshafen am Rhein aufgeführt. Grundlage ist die Denkmalliste des Landes Rheinland-Pfalz (Stand: 18. November 2024).

## Denkmalzonen
| Bezeichnung                   | Lage                                                               | Baujahr | Beschreibung | Bild            |
| ----------------------------- | ------------------------------------------------------------------ | ------- | --- | --------------- |
| Denkmalzone Stadtgartenstraße | Stadtgartenstraße 30, 32, 34/36, 38/40 und Niedererdstraße 27 Lage | 1920    | Wohnhäuser für französische Offiziersfamilien, hausteingegliederte Walmdachbauten, durch die Gartenstadtbewegung geprägte Siedlung, 1920 nach Plänen der Reichsvermögensverwaltung Kaiserslautern | Fotos hochladen |

## Einzeldenkmäler
| Bezeichnung                                   | Lage                                                                                             | Baujahr                            | Beschreibung | Bild                           |
| --------------------------------------------- | ------------------------------------------------------------------------------------------------ | ---------------------------------- | --- | ------------------------------ |
| Wohnhaus                                      | Aichgasse 6 Lage                                                                                 | Anfang des 19. Jahrhunderts        | eingeschossiges Wohnhaus, schlichter Krüppelwalmdachbau, Anfang des 19. Jahrhunderts | Fotos hochladen                |
| Wegekreuz                                     | Alter Frankenthaler Weg, bei Nr. 5 Lage                                                          | 1730                               | Wegekreuz; Sandsteinkruzifix, bezeichnet 1730 | Fotos hochladen                |
| Friedhofskreuz und Grabmäler                  | Alter Frankenthaler Weg 53, auf dem Friedhof Lage                                                | ab 1862                            | Friedhof 1861/62 angelegt, mehrfach erweitert; Friedhofskreuz, bezeichnet 1862; Grabmäler: Eduard Damm († 1891), Sandsteinstele mit Volutengiebel, Marmorrelief; Familie Karl Keusch († 1940), Beweinungsgruppe, Sandstein                                                                                                 | Fotos hochladen                |
| Postamt                                       | Am Speyerer Tor 2 Lage                                                                           | 1927                               | repräsentativer hausteingegliederter Walmdachbau, expressionistische Motive, bauzeitliche Remise, 1927, Architekt Heinrich Müller, Merkurfigur von Theobald Hauck. | Fotos hochladen                |
| Andreas-Streicher-Brunnen                     | Anton-Ferner-Platz Lage                                                                          | 1907                               | 1907 von Adolf Bernd, Kaiserslautern, als Schillerdenkmal entworfen; nach Einschmelzen der Schiller-Bronzebüste im Zweiten Weltkrieg auf dem Muschelkalkpostament 1963 stattdessen Bronzebüste Andreas Streichers, 1963 von Ernst Graser nach Original J. H. Danneckers, und vom Schillerplatz transloziert                | weitere Bilder Fotos hochladen |
| Wohnhaus                                      | Geistgasse 5 Lage                                                                                | Mitte des 19. Jahrhunderts         | eingeschossiger sandsteingegliederter Putzbau, Mitte des 19. Jahrhunderts, späterer Dachausbau mit Gauben | Fotos hochladen                |
| Wohnhaus                                      | Geistgasse 6 Lage                                                                                | zweite Hälfte des 18. Jahrhunderts | verputztes Torfahrthaus, teilweise Fachwerk, zweite Hälfte des 18. Jahrhunderts | Fotos hochladen                |
| Katholisches Pfarrhaus                        | Kapellengasse 4 Lage                                                                             | 1904/05                            | repräsentativer Walmdachbau, 1904/05, Architekt Adolf Lipps; mit Ausstattung | Fotos hochladen                |
| Katholische Wallfahrtskirche Marä Himmelfahrt | Kapellengasse 8 Lage                                                                             | 1774–77                            | ehemalige Schlosskirche, hochaufragender frühklassizistischer marmormorverkleideter Rechteckbau, rückwärtig eingeschossiges Turmpaar mit Kuppelhelmen, 1774–77, Architekt Peter Anton von Verschaffelt; mit Ausstattung | weitere Bilder Fotos hochladen |
| Minoritenkloster                              | Kapellengasse 10 Lage                                                                            | 1760/61                            | sandsteingegliederter Putzbau auf L-förmigem Grundriss, 1760/61, teilweise Aufstockung und neugotischer Kapelleinbau bald nach 1850; mit Ausstattung | Fotos hochladen                |
| Kriegerdenkmal                                | Königsplatz Lage                                                                                 | 1897                               | Kriegerdenkmal 1870/71; Marmorobelisk auf Granitstufen, Bronzedekor, 1897 | Fotos hochladen                |
| Wohnhaus                                      | Kreuzgasse 1 Lage                                                                                | 1781                               | Wohnhaus des von Blomberg’schen Hofgutes; eineinhalbgeschossiger hausteingegliederter Putzbau, bezeichnet 1781, über älterem tonnengewölbtem Keller | Fotos hochladen                |
| Wohn- und Geschäftshaus                       | Mannheimer Straße 16 Lage                                                                        | 1903                               | Eckwohn- und Geschäftshaus, anspruchsvoller neubarocker Mansardwalmdachbau, 1903, Ladeneinbau 1914 | Fotos hochladen                |
| Wohn- und Geschäftshaus                       | Mannheimer Straße 18 Lage                                                                        | nach 1804                          | Eckwohn- und Geschäftshaus, langgestreckter klassizistischer Krüppelwalmdachbau, nach 1804; landwirtschaftliche Nebengebäude, Mitte des 19. Jahrhunderts | Fotos hochladen                |
| Adolf-Kolping-Zentrum                         | Mannheimer Straße 19 Lage                                                                        | um 1800                            | ehemaliges Wirtschaftsgebäude des kurfürstlichen Residenzschlosses; langgestreckter eingeschossiger Putzbau mit pavillonartigen Kopfbauten, um 1800 | Fotos hochladen                |
| Skulptur                                      | Mannheimer Straße, gegenüber Nr. 58 Lage                                                         | 1928                               | Heiliger Johannes Nepomuk; Sandsteinskulptur auf barockem Sockel, Nachbildung 1928 durch Theodor Hauck (Original um 1730) | Fotos hochladen                |
| Tankstelle                                    | Mannheimer Straße, bei Nr. 85 Lage                                                               | 1952/53                            | Gasolin-Tankstelle der Ludwigshafener Autohof-Gesellschaft; Glaspavillon auf dreieckigem Grundriss mit überstehendem Flachdach, Eisenbetonkonstruktion, 1952/53, Architekten Karl Latteyer und Alfred Koch | Fotos hochladen                |
| Bahnhof Oggersheim                            | Prälat-Caire-Straße 18/20 Lage                                                                   | 1853                               | langgestreckte, ein- bis zweigeschossige Bautenzeile; repräsentatives spätklassizistisches Empfangsgebäude mit Walmdach, 1853, ein- und eineinhalbgeschossige Erweiterungsbauten von 1901/02 und der späten 1930er Jahre; Bunker, Betonturm mit Walmdach, um 1940, etwa gleichzeitig südlich des Hauptbaus weiterer Flügel | weitere Bilder Fotos hochladen |
| Rathaus Oggersheim                            | Schillerplatz 2 Lage                                                                             | 1839/40                            | repräsentativer spätklassizistischer Walmdachbau, Dachturm mit Dachreiter, 1839/40, Architekt Gabriel Foltz, Speyer; Bronzebüste Friedrich von Schiller, 1955, von Theo Siegle, Saarbrücken | weitere Bilder Fotos hochladen |
| Skulpturen                                    | Schillerplatz, hinter Nr. 7 Lage                                                                 | 19. Jahrhundert                    | im Garten drei Tonfiguren, 19. Jahrhundert | Fotos hochladen                |
| Schillerhaus                                  | Schillerstraße 6 Lage                                                                            | um 1750                            | ehemaliges Gasthaus „Zum Viehhof“; sandsteingegliederter Putzbau mit Torfahrt, um 1750, über tonnengewölbtem Keller; Bronzetafel, 1856 | weitere Bilder Fotos hochladen |
| Gasthaus                                      | Schillerstraße 7 Lage                                                                            | 1882/83                            | Gasthaus „Wittelsbacher Hof“; imposanter gründerzeitlicher Krüppelwalmdachbau, 1882/83, Architekt Georg Magenheimer | Fotos hochladen                |
| Hofgut                                        | Schillerstraße 8 Lage                                                                            | 1809                               | ehemaliges von Haumüller’sches Hofgut; großvolumiges nachbarockes Wirtshaus, hausteingegliederter Krüppelwalmdachbau, 1809, gekuppelte Torbögen, 1938; Turm der alten Mälzerei, fünfgeschossiger historisierender Backsteinbau, um 1897; Sudhaus mit Schornstein                                                           | weitere Bilder Fotos hochladen |
| Evangelische Markuskirche                     | Schillerstraße 12 Lage                                                                           | 1896–98                            | neugotische dreischiffige Emporenhalle mit Renaissance-Motiven, 1896–98, Architekt Franz Schöberl, Speyer, Christusskulptur nach Bertel Thorvaldsen; mit Ausstattung | weitere Bilder Fotos hochladen |
| Schillerapotheke                              | Schillerstraße 18 Lage                                                                           | 1876                               | repräsentatives gründerzeitliches Wohn- und Geschäftshaus, sandsteingegliederter Backsteinbau mit Walmdach, um 1876 | Fotos hochladen                |
| Wohnhaus                                      | Schillerstraße 22 Lage                                                                           | um 1899                            | Zeilenwohnhaus, Neurenaissance, um 1899 | Fotos hochladen                |
| Wohn- und Geschäftshaus                       | Schillerstraße 27 Lage                                                                           | vor 1886                           | gründerzeitliches Wohn- und Geschäftshaus, sandsteingegliederter Putzbau, 1886 mit älteren Teilen, Ladeneinbau 1926 | Fotos hochladen                |
| Wohnhaus                                      | Schillerstraße 44 Lage                                                                           | um 1897                            | eingeschossiges villenartiges Wohnhaus, sandsteingegliederter Mansardwalmdachbau, um 1897 | Fotos hochladen                |
| Wohnhaus                                      | Schillerstraße 49 Lage                                                                           | 1901/02                            | spätgründerzeitliches Eckwohnhaus, eingeschossiger hausteingegliederter Ziegelbau auf Bruchsteinsockel, 1901/02, Architekt Adolf Wallerrab junior, Gaubenzeile 1936 | Fotos hochladen                |
| Wohnhaus                                      | Schillerstraße 57 Lage                                                                           | 1911–13                            | historisierender hausteingegliederter Walmdachbau auf unregelmäßigem Grundriss, 1911–13, Architekt Heinrich Gerach | Fotos hochladen                |
| Neuapostolische Kirche                        | Schillerstraße 69 Lage                                                                           | 1959                               | verputzte Stahlbetonkonstruktion mit Rasterfenstern, 1959, Architekten Dietrich & Neumann, Mutterstadt; mit Ausstattung | weitere Bilder Fotos hochladen |
| Schillerschule                                | Wormser Straße 17 Lage                                                                           | 1899/1900                          | ehemalige Luitpoldschule; langgestreckter historisierender Walmdachbau, 1899/1900, Architekt Adolf Lipps | Fotos hochladen                |
| Basisstein                                    | südöstlich der Ortslage am Pfennigsweg; Flur Zwischen dem Hohen- und Pfennigsweg 36. Gewann Lage | gegen 1822                         | durch Eisenbänder verklammerte Sandsteinplatten mit eingemessener Stahlstange, gegen 1822 | weitere Bilder Fotos hochladen |